# NGC 102
NGC 102 este o galaxie lenticulară situată în constelația Cetus (Balena). A fost descoperită în 25 septembrie 1886 de către astronomul Francis Leavenworth.